# Nicole Taillon
Nicole Taillon, née le 12 avril 1955 à Sainte-Monique, est une sculptrice de bronze québécoise. 

## Biographie
Elle a pratiqué d’abord la peinture, puis la sérigraphie avant de se consacrer à la sculpture au début des années 1980. Artiste de renommée internationale, elle est l’auteur de plusieurs installations monumentales privées et publiques, telles que Le Grand Bienvenue (Québec, Caisse populaire du Vieux Québec, 1994) et Le Guerrier magnifique  (West Palm Beach, Floride). En 2011, elle demeurait à Magog et était propriétaire de la galerie-bistrot Carpe Diem

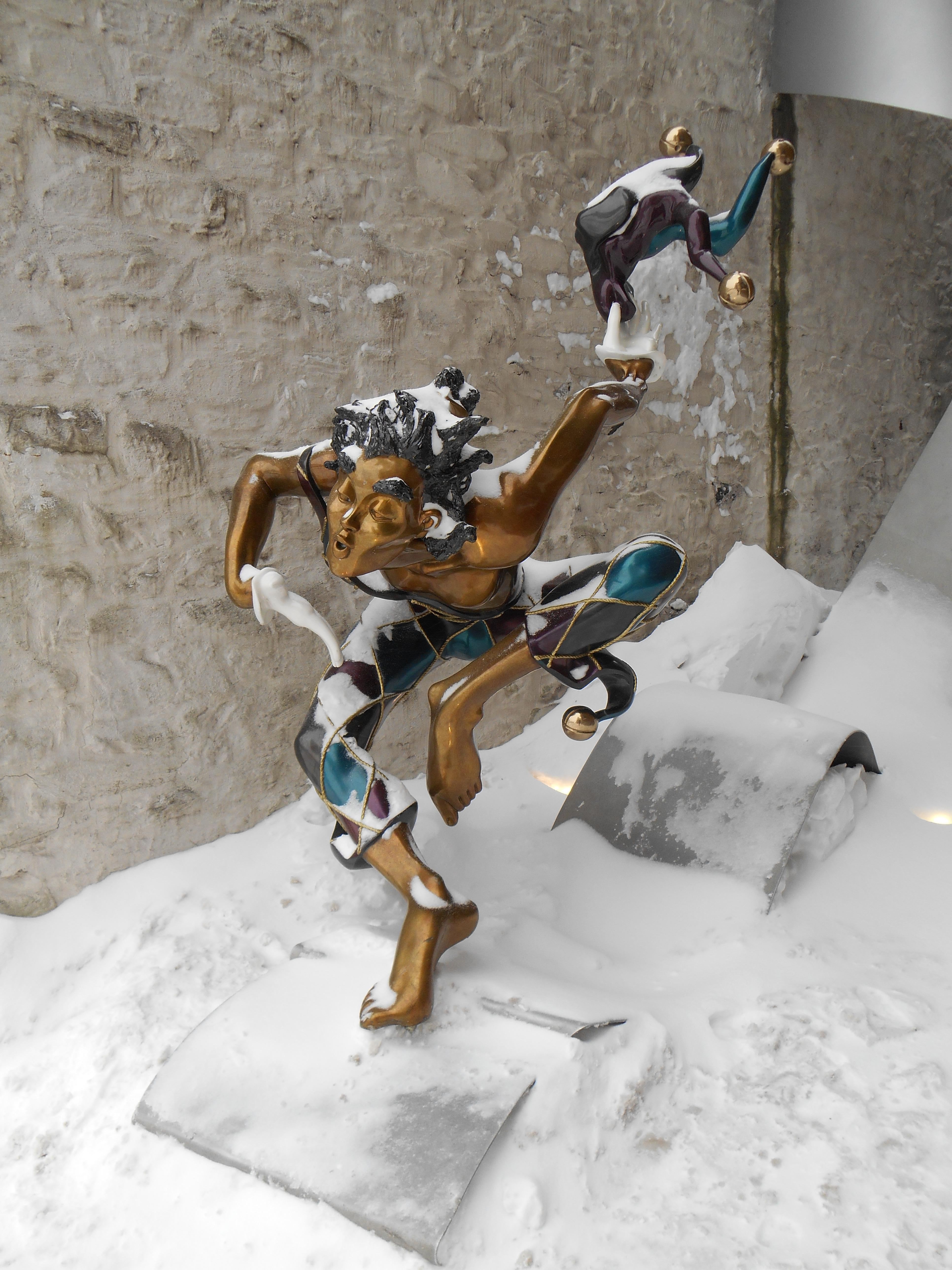
Bienvenue, par Nicole Taillon.

## Réalisations
- 1985 : conception de la Médaille Léon-Gérin (Prix du Québec)[4].
- 1987-1988 : Murale de Bronze (2m x 5m) Compagnie Gicleur Royal Ltée.
- 1994 : commande de la Caisse Populaire du Vieux Québec d’un bronze monumental sur la place publique (en face de l’hôtel de ville de Québec).
- 1994 : sculpture monumentale : Cassiopea.
- 1999-2000 : réalisation de trois sculptures monumentales (12pi/3,6m) à West Palm Beach, Floride.
- 2006 : plaque commémorative (M. Pierre Nolin) - Centre de recherche Fernand-Séguin.
- 2007 : création d’une plaque commémorative à l’effigie d'Abraham Martin,  à l’occasion des célébrations du 400e anniversaire de la fondation de la ville de Québec, plaines d’Abraham[5].

## Expositions
- 1998 : Exposition solo — Galerie d’Art du Château Frontenac, Québec.
- 2000 : Exposition solo – Ryal’s Gallery, Boca Raton, Floride, É-U.
- 2000 : Exposition Les Monuments de la ville de Québec, Musée du Québec.
- 2003 : Exposition – Musée du Bronze, Inverness, Québec.
- 2007 : Présidence d’honneur de la 15e exposition Visa-Art de la ville de Magog.
- 2007 : Participation à l'exposition « Art Expo » de New York.
- 2007 : Exposition chez Astarte (Galerie d'art - St-Germain-des-Prés, Paris, France).

## Honneurs et récompenses
- 1984 : premier grand prix du Cercle des artistes peintres et sculpteurs du Québec[6]
- 2009 : premier grand prix en sculpture du Cercle des artistes peintres et sculpteurs du Québec[7]
- 2014 : grand lauréat du trentième concours-gala international « Des arts visuels son et lumière » décerné par le Cercle des artistes peintres et sculpteurs du Québec[8]

## Extraits de presse
« Nicole Taillon est de toutes les vies. Celle faite de déséquilibre, celle faite d'audace, celles faites de beauté ou de noirceur, d'humains et d'esprits, de confiance et de doute. À l'entendre, elle ne crée que ce qu'elle perçoit avec tous ses sens, autant qu'ils sont, certainement plus de cinq. Elle observe l'invisible, écoute ce que contient le silence, touche l'intangible et laisse l'énergie se matérialiser sous ses doigts. »

— Estrie Magazine, automne 2006

« Nicole Taillon, une version Peter Pan de Camille Claudel… Désorientant, déroutant, troublant… pour ne pas dire désaxant ! Ce sont les mots qui me sont venus à l’esprit après avoir scruté certains bronzes de Nicole Taillon. Comme si l’on avait voulu m’amener malgré moi dans le recoin d’un monde plus troublé de on enfance heureuse. »

— Raynald Bouchard, Parcours, août-septembre 2006, vol 11 no 2

## Sources
- Cet article est partiellement ou en totalité issu du site Nicole Taillon - Sculpture et Bronze, le texte ayant été placé par l’auteur ou le responsable de publication sous la licence de documentation libre GNU ou une licence compatible.